# Congresso dei poteri locali e regionali
Il Congresso dei poteri locali e regionali del Consiglio d'Europa è un'istituzione che rappresenta le regioni e gli enti locali dei 46 stati membri del Consiglio d'Europa. Il Congresso è composto da due camere: la Camera dei poteri locali e la Camera delle regioni. Il Congresso si riunisce in seduta plenaria due volte l'anno nell'aula semicircolare del Palazzo d'Europa a Strasburgo, dove si trova anche il segretariato.

## Storia
L'attuale Congresso dei poteri locali e regionali d'Europa (CPLRE) è stato istituito il 14 gennaio 1994 con la risoluzione statuaria 94(3) del Comitato dei ministri del Consiglio d'Europa. Il Congresso è nato come organo consultivo del Consiglio d'Europa per sostituire la Conferenza permanente dei poteri locali e regionali d'Europa e le sue origini possono essere fatte risalire agli anni cinquanta.
La Conferenza delle autorità locali venne istituita per la prima volta nel 1957 nel Consiglio d'Europa. La prima sessione si tenne il 12 gennaio 1957 a Strasburgo e fu presieduta dallo statista Jacques Chaban-Delmas, che ricoprì la carica di presidente della Conferenza fino al 1960. Nel 1974 furono ammessi alla Conferenza per la prima volta dei rappresentanti delle regioni. Nel 1979 si creò la Conferenza permanente delle autorità locali e regionali in Europa.
Il 15 ottobre 1985 la Conferenza permanente aprì alla firma la Carta europea dell'autonomia locale, con la quale venne riconosciuto l'importanza del ruolo dell'autonomia locale per la democrazia. La Carta fu quindi ratificata dalla maggior parte degli stati membri del Consigli d'Europa. Nel 1994 la Conferenza permanente chiese al Comitato dei Ministri di rafforzare il suo stato ed in seguito venne trasformata nell'attuale Congresso dei poteri locali e regionali. Nel 1998 entrò in vigore la Carta europea per le lingue regionali e minoritarie.
Al vertice dei capi di Stato e di governo degli stati membri del Consiglio d'Europa a Varsavia nel 2005 fu ribadito il significato della democrazia locale e regionale per l'Europa e fu rinnovato il sostegno al Congresso ed al suo incarico. Nello stesso anno venne stipulato un accordo con il Comitato delle regioni dell'Unione europea.
Il Comitato dei Ministri ha approvato una nuova risoluzione statutaria e una nuova Carta per il Congresso dei poteri locali e regionali il 2 maggio 2007. I cambiamenti contenuti sono dovuti a delle nuove esigenze del Congresso. A fianco alla sua attività consultativa, sono stati individuati come nuovi incarichi l'osservazione di elezioni locali e regionali, la stretta cooperazione con le associazioni nazionali degli enti locali e regionali e con altri partner europei (innanzitutto il Comitato delle regioni).

## Ruolo
Il Congresso rappresenta le 130.000 regioni e comuni in Europa e costituisce uno spazio privilegiato di dialogo, «entro il quale i rappresentanti dei poteri locali e regionali hanno la possibilità di dibattere problemi comuni, di confrontare le rispettive esperienze e di esprimere i propri punti di vista presso i governi».
L'obiettivo del lavoro del Congresso è di rafforzare la democrazia e migliorare le prestazioni di servizio locali e regionali. Il Congresso si occupa di temi specifici come la partecipazione cittadina, la sicurezza urbana, il dialogo interculturale ed interreligioso, la migrazione, lo sviluppo sostenibile degli enti, la cultura, l'istruzione e la lotta contro la tratta di esseri umani. Il Congresso mira ad aiutare gli enti locali e regionali ad affrontare le loro sfide molteplici e a favorire la cooperazione tra i comuni e le regioni. Nella sua funzione consultiva il Congresso promulga raccomandazioni ed opinioni sulle relative tematiche e le presenta al Comitato dei Ministri e/o all'Assemblea parlamentare. Approva anche delle risoluzioni e le presenta agli enti locali e regionali. Tra gli incarichi del Congresso si trova anche l'osservazione di elezioni comunali e regionali. Il Congresso gode del sostegno di diversi partner:
- Associazioni nazionali[3] ,
- Associazioni internazionali[4] ,
- Osservatori,
- Altri partner.

Per il monitoraggio della democrazia locale il Congresso produce due tipi di rapporti:

### Rapporti di monitoraggio[5]
Questi rapporti mostrano gli sviluppi della democrazia locale e regionale negli stati membri del Consiglio d'Europa e vengono creati singolarmente per ogni paese. L'attività di monitoraggio è importante per stabilire un dialogo politico costruttivo con le autorità degli stati membri sul tema della democrazia locale e regionale. Oltre a ciò il monitoraggio dà la possibilità al Congresso di far conoscere le sue convenzioni principali e i suoi mezzi legali ai governi, ai parlamenti, alle associazioni, ai rappresentanti eletti e ai media. Molteplici riforme legali sono state introdotte dagli stati membri sulla base delle raccomandazioni dei rapporti di monitoraggio. Inoltre è stato introdotto un nuovo procedimento, il quale rende possibile agli stati soggetti del monitoraggio la realizzazione delle raccomandazioni in tempi più brevi. In futuro tutti i paesi coinvolti dovranno riferire per iscritto al Congresso i provvedimenti intrapresi per la realizzazione delle raccomandazioni.
Il Congresso offre la possibilità di leggere tutti i rapporti di monitoraggio e dell'osservazione elettorale in inglese e in francese sul suo sito web.
Esiste inoltre la possibilità di comparare le analisi dei rapporti di monitoraggio sul database del Congresso, denominato "Carta-Monitor".

### Rapporti generali
Questi rapporti esaminano in modo generale l'applicazione della Carta europea dell'autonomia locale negli stati membri e nei paesi candidati all'adesione al Consiglio d'Europa.
Il Congresso realizza rapporti anche nell'ambito dell'osservazione di elezioni. L'osservazione regolare di elezioni comunali e regionali negli stati membri e nei paesi candidati è molto importante per valutare gli sviluppo nell'ambito della democrazia locale e regionale. L'osservazione elettorale comprende non solo lo svolgimento del voto ma anche l'analisi della campagna elettorale. Inoltre ci sono dibattiti ad alto livello tra il Congresso e rappresentanti di partiti, gruppi che contestano i risultati delle elezioni, commissioni elettorali, media e sostenitori di diritti civili. Alla fine di una tale missione viene abitualmente organizzata una conferenza stampa e pubblicato un comunicato stampa. Segue la pubblicazione del rapporto che viene consegnato all'ufficio del Congresso. Il rapporto contiene una valutazione dell'efficacia della campagna elettorale e dello svolgimento del voto come anche delle raccomandazioni per possibili miglioramenti.

## Composizione
Secondo la nuova Carta del Congresso, approvata il 2 maggio 2007 (revisionata il 15 gennaio 2020) dal Comitato dei ministri, il Congresso è composto da rappresentanti degli enti locali e regionali degli stati membri del Consiglio d'Europa, che devono essere eletti direttamente come rappresentanti di un ente comunale oppure essere politicamente dipendenti da un'assemblea eletta. Le delegazioni dei singoli stati membri devono essere composte sulla base dei principi di una distribuzione geografica equilibrata, della rappresentazione equa di tutte le forme degli enti locali e delle forze politiche presenti in questi enti, e di una giusta rappresentanza di donne e uomini. Ogni stato membro ha diritto allo stesso numero di sedi al Congresso come all'Assemblea parlamentare del Consiglio d'Europa. Oltre ai rappresentanti effettivi gli stati membri inviano lo stesso numero di sostituti che lavorano nella stessa funzione.
Il Congresso è composto da due camere, la Camera dei poteri locali e la Camera delle regioni e il suo lavoro si basa su tre commissioni:
- La Commissione di monitoraggio si occupa dell'autonomia locale. Osserva le elezioni a livello comunale e regionale, redige dei rapporti sulla situazione della democrazia locale ed elabora delle raccomandazioni.[8]
- La Commissione della governance è responsabile delle questioni giuridiche e politiche relative allo sviluppo effettivo del buon governo e della democrazia a livello locale e regionale.[9]
- La Commissione per l'inclusione sociale e la dignità umana (precedentemente Commissione delle questioni di attualità) esplora il ruolo delle autorità locali e regionali in relazione alle grandi sfide della nostra società e si occupa di preparare il lavoro sulle questioni tematiche.[10]

Un Comitato permanente, insieme alle Commissioni, assicura con due sessioni all'anno, in primavera ed autunno, la continuità del lavoro tra le sessioni plenarie, che dal 2009 si tengono due volte l'anno. L'ufficio del Congresso (composto dagli uffici delle due Camere e del presidente del Congresso) è responsabile per il lavoro quotidiano e per garantire la continuità del lavoro del Congresso. Il Congresso elegge il suo presidente (attualmente Marc Cools) a turno da una delle due Camere per la durata di due sessioni. L'attuale segretario generale del Congresso è Mathieu Mori.
Il Congresso è composto da 306 membri statutari (rappresentanti e sostituti) provenienti da seguenti paesi:
| Stato                | Membri | Stato       | Membri | Stato       | Membri  |
| -------------------- | ------ | ----------- | ------ | ----------- | ------- |
| Albania              | 4/4    | Andorra     | 2/2    | Armenia     | 4/4     |
| Austria              | 6/6    | Azerbaigian | 6/6    | Belgio      | 7/7     |
| Bosnia ed Erzegovina | 5/5    | Bulgaria    | 6/6    | Cipro       | 3/3     |
| Croazia              | 5/5    | Danimarca   | 5/5    | Estonia     | 3/3     |
| Finlandia            | 5/5    | Francia     | 18/18  | Georgia     | 5/5     |
| Germania             | 18/18  | Grecia      | 7/7    | Irlanda     | 4/4     |
| Islanda              | 3/3    | Italia      | 18/18  | Lettonia    | 3/3     |
| Liechtenstein        | 2/2    | Lituania    | 4/4    | Lussemburgo | 3/3     |
| Macedonia del Nord   | 3/3    | Malta       | 3/3    | Moldavia    | 5/5     |
| Monaco               | 2/2    | Montenegro  | 3/3    | Norvegia    | 5/5     |
| Paesi Bassi          | 7/7    | Polonia     | 12/12  | Portogallo  | 7/7     |
| Regno Unito          | 18/18  | Rep. Ceca   | 7/7    | Romania     | 10/10   |
| San Marino           | 2/2    | Serbia      | 7/7    | Slovacchia  | 5/5     |
| Slovenia             | 3/3    | Spagna      | 12/12  | Svezia      | 6/6     |
| Svizzera             | 6/6    | Turchia     | 18/18  | Ucraina     | 12/12   |
| Ungheria             | 7/7    |             |        |             |         |
| TOTALE               | TOTALE | TOTALE      | TOTALE | TOTALE      | 306/306 |